# Comuna Okrug, Split-Dalmația
Okrug este o comună în cantonul Split-Dalmația, Croația, având o populație de 3.349 de locuitori (2011).

## Demografie
Componența etnică a comunei Okrug
     Croați (95,13%)
     Sârbi (1,07%)
     Necunoscut (0,12%)
     Neclasificat (2,81%)
Componența confesională a comunei Okrug
     Catolici (90,71%)
     Fără religie și atei (3,64%)
     Musulmani (1,34%)
     Necunoscută (2,18%)
     Alte religii (2,09%)
Conform recensământului din 2011, comuna Okrug avea 3.349 de locuitori. Din punct de vedere etnic, majoritatea locuitorilor (95,13%) erau croați, cu o minoritate de sârbi (1,07%). Apartenența etnică nu este cunoscută în cazul a 0,12% din locuitori. Din punct de vedere confesional, majoritatea locuitorilor (90,71%) erau catolici, existând și minorități de persoane fără religie și atei (3,64%) și musulmani (1,34%). Pentru 2,18% din locuitori nu este cunoscută apartenența confesională.